# يان غوردون (أكاديمي)
يان غوردون (بالإنجليزية: Ian Gordon)‏ هو أكاديمي أسترالي وسنغافوري، ولد في 1964.